# Anopinella ophiodes
Anopinella ophiodes là một loài bướm đêm thuộc họ Tortricidae. Loài này có ở Guatemala.
The length of the fore wings is about 6.1 mm.